# الصعود إلى الهاوية (فلم)
الصعود إلى الهاوية فيلم مصري تدور أحداثه عن قصة حقيقية في عالم الجاسوسية ضمن الصراع المصري الإسرائيلي.

## قصة الفيلم
يدور الفيلم حول عميلة مصرية اسمها عبلة كامل يتم تجنيدها من قبل المخابرات الإسرائيلية في فترة حرب الاستنزاف لتتجسس على مصر . تم كشفها في باريس، وتم خداعها بحيث تسافر إلى بلد عربي، ومن هناك استلمتها المخابرات العامة المصرية لتطير بها إلى مصر، حيث أُحيلت إلى المحاكمة وتم إعدامها. يذكر أن القصة حقيقية عن الجاسوسة هبة سليم وهو اسمها الحقيقي، وأوقع بها رفعت جبريل الضابط في المخابرات العامة المصرية آنذاك، والذي أصبح مديرها في أواسط الثمانينات.

## البطولة
- مديحة كامل: الجاسوسة عبلة كامل
- محمود ياسين: خالد ضابط بالمخابرات العامة المصرية
- جميل راتب: أدمون ضابط الاتصال الإسرائيلي الذي قام بتجنيدها
- عماد حمدي: والد عبلة المدرس
- تيسير فهمي: مني صديقة عبلة من مصر
- إيمان: مادلين صديقة عبلة في فرنسا وهي يهودية الديانة وهي التي عرفت أدمون بها
- إبراهيم خان: المهندس صبري عبد المنعم خطيب عبلة
- صلاح رشوان: ضابط آخر بالمخابرات العامة المصرية
- نبيل نور الدين: ضابط بالمخابرات العامة المصرية بفرنسا
- نبيل الدسوقي: أحد الملحقين العسكريين العرب المقيمين بفرنسا
- نوال فهمي

## طاقم العمل
الفيلم سيناريو وحوار صالح مرسي وماهر عبد الحميد وهو أحد رجال المخابرات المصرية صاحب أول قصة جاسوسية تنشر في كتاب بعنوان (قصتي مع الجاسوس).

## روابط خارجية
- مقالات تستعمل روابط فنية بلا صلة مع ويكي بيانات